# 城巴789線
城巴789線是香港城巴營運的一條香港島特快巴士路線，來往小西灣（藍灣半島）及金鐘（樂禮街）。
本線是港島市區編號最大的專營非過海巴士路線。

## 簡介及歷史
- 1999年7月5日：本線投入服務，以循環線形式運作，來往小西灣（藍灣半島）及金鐘，依788的行車路線行駛，但於夏愨道海富中心折返，袛於平日早上至黃昏提供服務。788線在789線服務時段內不停金鐘。
- 2004年5月31日：配合港島東區路線重組，本線提升至每天全日服務及延長服務時間至凌晨、取消循環運作並以金鐘（樂禮街）作總站，由金鐘開出後改經軒尼詩道、菲林明道、灣仔道、摩利臣山道、堅拿道西、堅拿道天橋、告士打道、維園道返回東區走廊原有路線，然後依新巴8P線的行車路線返回小西灣，即途經漁灣邨一段的柴灣道，以取代城巴8X線於金鐘及灣仔軒尼詩道一帶的服務[1]。
- 2011年8月29日：本線縮短不停靠富景花園分站的時段[2]。
- 2017年12月15日：增設實時抵站時間查詢服務。
- 2019年10月8日：星期一至六不停靠富景花園分站的時段縮短至08:15結束。[3]

## 服務時間及班次
| 小西灣（藍灣半島）開 | 小西灣（藍灣半島）開 | 小西灣（藍灣半島）開 | 金鐘（樂禮街）開 | 金鐘（樂禮街）開 | 金鐘（樂禮街）開 |
| 日期                 | 服務時間             | 班次（分鐘）         | 日期             | 服務時間         | 班次（分鐘）     |
| -------------------- | -------------------- | -------------------- | ---------------- | ---------------- | ---------------- |
| 星期一至五           | 06:25-07:24*         | 6-9                  | 星期一至五       | 06:50-09:20      | 15               |
| 星期一至五           | 07:30-08:12*         | 4-5                  | 星期一至五       | 09:32            | 09:32            |
| 星期一至五           | 08:17-08:59*         | 10                   | 星期一至五       | 09:45-12:00      | 15               |
| 星期一至五           | 08:59-12:00          | 10/12                | 星期一至五       | 12:00-14:00      | 12               |
| 星期一至五           | 12:00-14:00          | 15                   | 星期一至五       | 14:00-16:30      | 10               |
| 星期一至五           | 14:00-17:00          | 12                   | 星期一至五       | 16:30-17:30      | 12               |
| 星期一至五           | 17:10                | 17:10                | 星期一至五       | 17:30-18:00      | 10               |
| 星期一至五           | 17:22-18:58          | 12                   | 星期一至五       | 18:00-18:39      | 7-9              |
| 星期一至五           | 19:11                | 19:11                | 星期一至五       | 18:39-19:49      | 10               |
| 星期一至五           | 19:24-20:00          | 12                   | 星期一至五       | 20:00            | 20:00            |
| 星期一至五           | 20:00-00:00          | 15                   | 星期一至五       | 20:10-00:10      | 15               |
|                      |                      |                      | 星期一至五       | 00:30            |                  |
| 星期六               | 06:25-07:29*         | 12-15                | 星期六           | 06:50-09:50      | 20               |
| 星期六               | 07:40-08:09*         | 9/10                 | 星期六           | 09:50-12:05      | 15               |
| 星期六               | 08:18-08:54*         | 9                    | 星期六           | 12:18            | 12:18            |
| 星期六               | 09:06-09:30          | 12                   | 星期六           | 12:30-13:54      | 12               |
| 星期六               | 09:30-10:00          | 10                   | 星期六           | 14:06            | 14:06            |
| 星期六               | 10:00-11:00          | 12                   | 星期六           | 14:16-15:16      | 12               |
| 星期六               | 11:00-12:00          | 10                   | 星期六           | 15:16-16:56      | 10               |
| 星期六               | 12:00-13:00          | 12                   | 星期六           | 16:56-17:44      | 12               |
| 星期六               | 13:00-14:00          | 10                   | 星期六           | 17:54            | 17:54            |
| 星期六               | 14:00-15:00          | 12                   | 星期六           | 18:04-18:40      | 12               |
| 星期六               | 15:00-23:00          | 15                   | 星期六           | 18:40-19:25      | 15               |
| 星期六               | 23:00-00:00          | 20                   | 星期六           | 19:25-22:49      | 12               |
|                      |                      |                      | 星期六           | 23:01            |                  |
| 23:15-00:30          | 15                   |                      | 星期六           |                  |                  |
| 星期日及公眾假期     | 06:25-07:10          | 15                   | 星期日及公眾假期 | 06:50-12:50      | 20               |
| 星期日及公眾假期     | 07:10-08:10          | 20                   | 星期日及公眾假期 | 12:50-22:50      | 15               |
| 星期日及公眾假期     | 08:10-16:40          | 15                   | 星期日及公眾假期 | 23:02、23:15     | 23:02、23:15     |
| 星期日及公眾假期     | 16:40-00:00          | 20                   | 星期日及公眾假期 | 23:30-00:30      | 20               |

- *注：星期一至六小西湾始发的前三个时间段存在跳站安排：第一、第二个时间段始发的班次不停富景花園，第二、第三个时间段不停曉翠街。

## 收費
全程：$7.7
- 舊灣仔警署往金鐘（樂禮街）：$4.2
- 譚臣道往小西灣（藍灣半島）：$7.0
- 張振興伉儷書院往小西灣（藍灣半島）：$3.8

| - 本線設有12歲以下小童及65歲或以上長者半價優惠。 - 65歲或以上香港居民使用「樂悠咭」，以及12歲以下合資格殘疾兒童使用「殘疾人士身份」個人八達通繳付車資，均可享有每程$2.0或半價（以較低者為準）的票價優惠；12至64歲合資格殘疾人士使用「殘疾人士身份」個人八達通（包括「樂悠咭」），以及60至64歲香港居民使用「樂悠咭」繳付車資，均可享有每程$2.0或全費（以較低者為準）的票價優惠。 - 65歲或以上長者如使用長者或一般個人八達通繳付車資，則只可享有半價優惠；12至64歲合資格殘疾人士如不使用「殘疾人士身份」個人八達通，以及60至64歲人士如不使用「樂悠咭」繳付車資，必須繳付全費。 - 乘客可以現金或八達通於上車時付款，不設找續。 - 每位成人乘客可免費攜帶最多兩名4歲以下而不佔座位的兒童乘客乘車，超額之4歲以下小童必須繳付小童車費乘車。 - 九龍巴士、城巴及龍運巴士全職員工及家屬（不包括外判職員）可免費乘搭本路線，惟必須拍職員或職員家屬八達通。 - 乘客亦可使用AlipayHK「易乘碼」、支付寶、WeChatHK／微信支付「搭車碼」、銀聯雲閃付「乘車碼」及BOC Pay「乘車碼」、具有感應式支付功能的VISA、Mastercard及銀聯卡，以及Apple Pay、Google Pay及Samsung Pay流動支付平台繳付車資。使用此支付方式的乘客可享有中途下車之分段收費，以及與其他城巴獨營路線或聯營線城巴班次之轉乘優惠，惟不適用於與非城巴路線之轉乘優惠。乘客亦不能享有「公共交通費用補貼計劃」及「長者及合資格殘疾人士公共交通票價優惠計劃」。 |

### 八達通轉乘優惠
乘客登上本線後90分鐘內以同一張八達通卡轉乘以下路線，或從以下路線登車後90分鐘內以同一張八達通卡轉乘本線，次程可獲車資折扣優惠：
70往中環 → 789往金鐘，次程車資全免，於舊灣仔警署或分域街站轉乘
789←→780，次程車資全免
- 789往金鐘 → 780往中環碼頭
- 780往柴灣（東） → 789往藍灣半島，祇適用於繳付780全程車費的乘客

789←→15
- 789往金鐘 → 15往山頂，回贈首程車資
- 15往中環 → 789往藍灣半島，次程車資全免

789←→930(A)，次程可獲$1.5折扣優惠
- 789往金鐘 → 930(A)往荃灣
- 930(A)往灣仔北 → 789往藍灣半島

## 使用車輛
本線主要用車為亞歷山大丹尼士Enviro500（81XX-84XX），斯堪尼亞K280UD（8900）亦不時行走本線。

## 行車路線
小西灣（藍灣半島）開經：（富欣道）小西灣道、小西灣邨巴士總站、小西灣道、柴灣道、永泰道天橋、永泰道、東區走廊、維園道、告士打道、夏愨道及樂禮街。
逢星期一至六（公眾假期除外）08:15前開出的班次改經富欣道前往小西灣道
金鐘（樂禮街）開經：樂禮街、金鐘道、軒尼詩道、菲林明道、灣仔道、摩利臣山道、禮頓道、堅拿道西、堅拿道天橋、告士打道、維園道、東區走廊、柴灣道及小西灣道。

### 沿線車站
| 小西灣（藍灣半島）開 | 小西灣（藍灣半島）開 | 小西灣（藍灣半島）開             | 金鐘（樂禮街）開 | 金鐘（樂禮街）開 | 金鐘（樂禮街）開       |
| 序號                 | 車站名稱             | 位置                             | 序號             | 車站名稱         | 位置                   |
| -------------------- | -------------------- | -------------------------------- | ---------------- | ---------------- | ---------------------- |
| 1                    | 小西灣（藍灣半島）   | 小西灣（藍灣半島）公共運輸交匯處 | 1                | 金鐘（樂禮街）   | 金鐘（樂禮街）巴士總站 |
| 2*                   | 富景花園             | 小西灣道                         | 2                | 軍器廠街         | 軒尼詩道               |
| 3                    | 小西灣邨             | 小西灣邨巴士總站                 | 3                | 柯布連道         | 軒尼詩道               |
| 4*~                  | 曉翠苑               | 小西灣道                         | 4                | 譚臣道           | 菲林明道               |
| 5                    | 富城閣               | 柴灣道                           | 5                | 克街             | 灣仔道                 |
| 6                    | 翠灣邨               | 永泰道                           | 6                | 天樂里           | 灣仔道                 |
| 7                    | 舊灣仔警署           | 告士打道                         | 7                | 堅拿道西         | 堅拿道西               |
| 8                    | 分域街               | 告士打道                         | 8                | 張振興伉儷書院   | 東區走廊               |
| 9                    | 金鐘（樂禮街）       | 金鐘（樂禮街）巴士總站           | 9                | 宏德居           | 柴灣道                 |
|                      |                      |                                  | 10               | 漁灣邨           | 柴灣道                 |
| 11                   | 常安街               |                                  |                  |                  | 柴灣道                 |
| 12                   | 富欣花園             | 小西灣道                         |                  |                  |                        |
| 13                   | 富怡花園             | 小西灣道                         |                  |                  |                        |
| 14                   | 富景花園             | 小西灣道                         |                  |                  |                        |
| 15                   | 小西灣（藍灣半島）   | 小西灣（藍灣半島）公共運輸交匯處 |                  |                  |                        |

- 註：

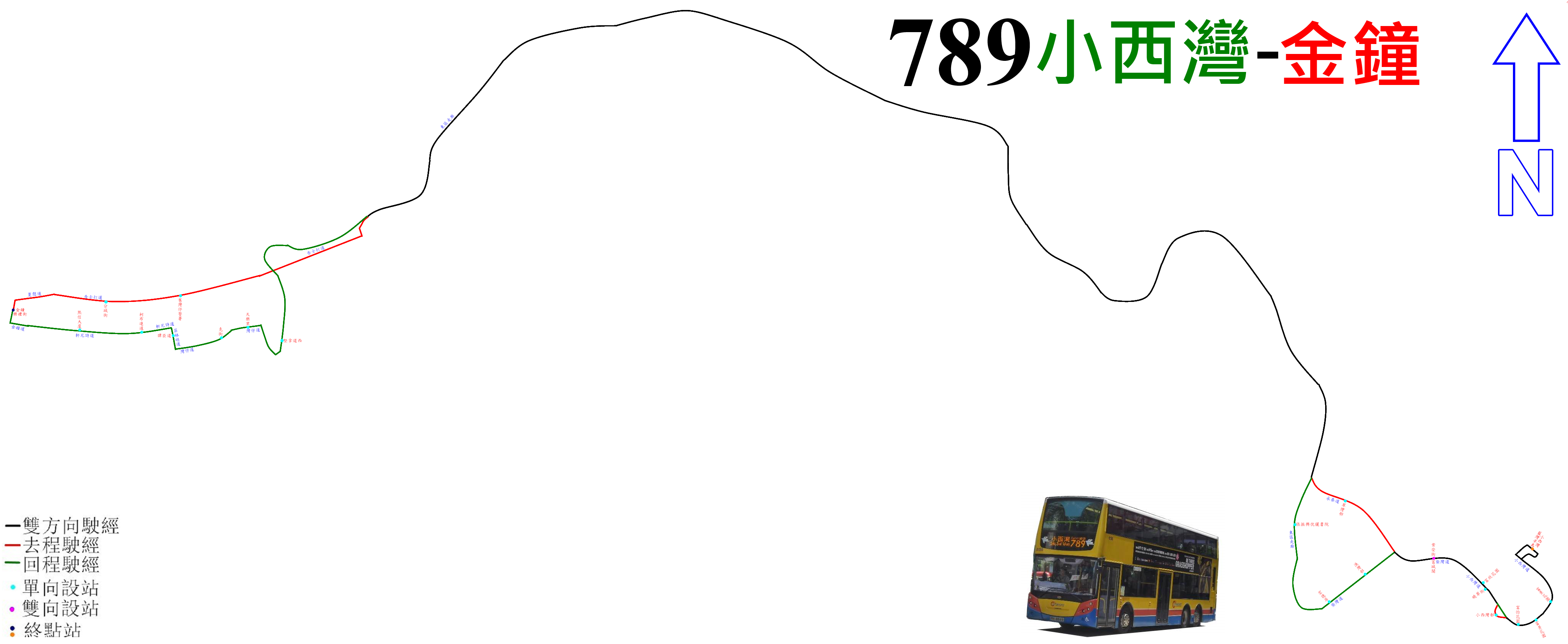
本線常規班次的走線圖

1. 逢星期一至六（公眾假期除外）08:15前開出的班次不停有 * 號之車站
2. 逢星期一至六（公眾假期除外）07:30-09:00前開出的班次不停有 *~ 號之車站

## 客量
此路線定線直接，不經柴灣斜，加上沒有港鐵服務的小西灣及柴灣東龐大客源，因此繁忙時間客量十分可觀；不過非繁忙時間灣仔北和金鐘商業區需求比較低，故此西行方向客量只屬一般。
此外，此路線往小西灣方向於灣仔道設站，雖不時受灣仔內街及堅拿道天橋擠塞影響，但較途經軒尼詩道及天后一帶的8P便宜及快捷，因此回程客量較高。